# バンドレロ
『バンドレロ』（原題：Bandolero!）は、1968年制作のアメリカ合衆国の西部劇アクション映画。アンドリュー・V・マクラグレン監督、ジェームズ・ステュアート、ディーン・マーティンらが出演。

## あらすじ
南北戦争に出征していたメイスとディーのビショップ兄弟は戦争終結後に除隊、富と新たな可能性を求めて西部へと旅立つ。
その途中、ディーはテキサスで5人の仲間と組んで銀行強盗をはたらき、ジョンソン保安官に捕まってしまう。さらにディーはこの時人を1人射殺してしまったことから、縛り首に処せられることに。それを知ったメイスは処刑の日、刑を執行する役人に化けてディーを助け出して逃亡する。その途中メイスも銀行を襲い、1万ドルを強奪した。
2人はある牧場に逃げ込んだが、そこはディーが銀行強盗の際に射殺したストーナーという男の牧場だった。2人はストーナーの未亡人マリアとカウボーイたちを捕まえ、水や食物をあさっていたところへ、追ってきたジョンソン保安官一行と激しい銃撃戦になる。
2人はマリアたちを道連れにしてメキシコへと向かう。ようやくメキシコのとある町へ辿り着いたものの、そこは盗賊団に荒らされて死の町と化していた。そこへジョンソン保安官一行が再び追い着いてきて、彼らはとうとうお縄となるが、その時、メキシコの盗賊団が大挙して襲いかかってきた。メイスとディー、ジョンソン保安官らは一旦休戦して、盗賊団と闘う。

## キャスト
| 役名                 | 俳優                     | 日本語吹替                                                                                          |
| 役名                 | 俳優                     | TBS版                                                                                               |
| -------------------- | ------------------------ | --------------------------------------------------------------------------------------------------- |
| メイス・ビショップ   | ジェームズ・ステュアート | 浦野光                                                                                              |
| ディー・ビショップ   | ディーン・マーティン     | 羽佐間道夫                                                                                          |
| マリア・ストーナー   | ラクエル・ウェルチ       | 来宮良子                                                                                            |
| ジュライ・ジョンソン | ジョージ・ケネディ       | 森山周一郎                                                                                          |
| 不明 その他          |                          | 北原隆 渡部猛 青野武 槐柳二 寺島幹夫 緒方敏也 八奈見乗児 緑川稔 石森達幸 石井敏郎 杉田俊也 仲木隆司 |
|                      |                          | |
| 演出                 | 演出                     | 田島荘三                                                                                            |
| 翻訳                 |                          | |
| 効果                 |                          | |
| 調整                 | 調整                     | 杉原日出弥                                                                                          |
| 制作                 | 制作                     | トランスグローバル                                                                                  |
| 解説                 | 解説                     | 荻昌弘                                                                                              |
| 初回放送             | 初回放送                 | 1972年11月20日 『月曜ロードショー』                                                                 |

※日本語吹替はDVD収録。